# Stonglandseidet
Stonglandseidet est une localité du comté de Troms, en Norvège.

## Géographie
Administrativement, Stonglandseidet fait partie de la kommune de Tranøy.